# 聖切爾鄉
46°12′N 23°57′E / 46.200°N 23.950°E
聖切爾鄉（羅馬尼亞語：Comuna Sâncel, Alba），是羅馬尼亞的鄉份，位於該國中部，由阿爾巴縣負責管轄，面積51平方公里，海拔高度270米，2011年人口2,411，人口密度每平方公里55人。